# Labaci, Busk
Labaci (în ucraineană Лабач) este un sat în comuna Sokolivka din raionul Busk, regiunea Liov, Ucraina.

## Demografie
Componența lingvistică a localității Labaci
     Ucraineană (100%)
Conform recensământului din 2001, toată populația localității Labaci era vorbitoare de ucraineană (100%).